# Coenagriocnemis reuniense
Coenagriocnemis reuniense là loài chuồn chuồn trong họ Coenagrionidae. Loài này được Fraser mô tả khoa học đầu tiên năm 1957.